# Agogé

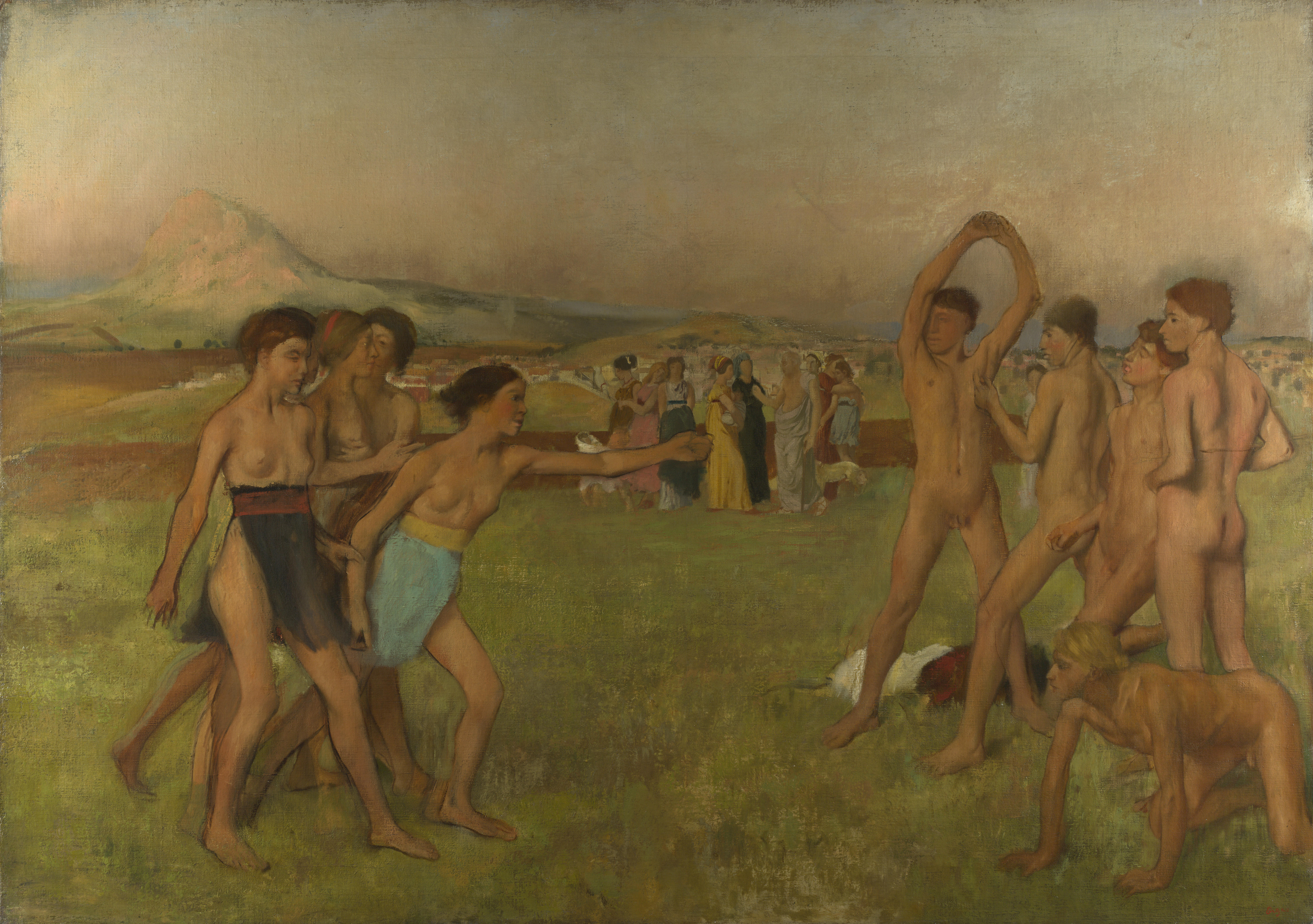
Edgar Degas festménye az agogé részét képező testedzésről. A nőket arra buzdították, hogy együtt edzenek a férfiakkal

Az agogé (görögül: ἀγωγή) ősi görög spártai gyermeknevelési és oktatási módszer, amely a spártai polgárok számára kötelező volt, az uralkodóház elsőszülöttjeit kivéve. Ennek keretében kiskoruktól kezdve harcra, kitartásra, fájdalomtűrésre és hűségre nevelték őket. A fiúknak 7 éves koruktól kezdve kellett kaszárnyákban élniük, ahol elkezdődött huszonegy éves korukig tartó képzésük. A rendszert állítólag Lükurgosz spártai törvényhozó vezette be, de gyökerei a Kr. e. 7-6. századig nyúlnak vissza.
A rendszer célja volt, mind testileg, mind erkölcsileg erős férfiakat képezzen a spártai hadsereg számára. A rendszer alkalmazkodásra és a közösségi érdek egyén felettiségére nevelt, és Spárta következő elitjét igyekezett létrehozni. A legjobban teljesítő fiatalok részt vehettek a krüpteiában, aminek során helótákat kellett ölni, ehhez csupán egyetlen kést kaptak. A spártaiak minden ősszel hadat üzentek a helótáknak, így a megölésük nem számított bűncselekménynek.

## Fordítás
Ez a szócikk részben vagy egészben  az   Agoge című angol Wikipédia-szócikk ezen változatának fordításán alapul.  Az eredeti cikk szerkesztőit annak laptörténete sorolja fel. Ez a jelzés csupán a megfogalmazás eredetét és a szerzői jogokat jelzi, nem szolgál a cikkben szereplő információk forrásmegjelöléseként.